# Prioro
Prioro település Spanyolországban, León tartományban. Lakosainak száma 349 fő (2024).

## Földrajza
Prioro Valderrueda, Crémenes, Riaño és Boca de Huérgano községekkel határos.

## Népesség
A település lakosságának változását az alábbi diagram mutatja:
| Lakosok száma | 454  | 437  | 420  | 415  | 404  | 378  | 374  | 340  | 335  | 349  |
|               | 2001 | 2004 | 2007 | 2009 | 2012 | 2014 | 2017 | 2019 | 2022 | 2024 |